# Вооружённые силы Шри-Ланки
Вооружённые силы Шри-Ланки — военная организация Шри-Ланки, предназначенная для обороны Республики, защиты свободы и независимости государства, одно из важнейших орудий политической власти.
ВС Шри-Ланки состоят из органов управления и нескольких видов ВС: сухопутных войск, воздушных сил и флота.

## Общие сведения
| Вооружённые силы Шри-Ланки                                      | Вооружённые силы Шри-Ланки |
| --------------------------------------------------------------- | --- |
| Виды вооружённых сил:                                           | Сухопутные войска Военно-морской флот Военно-воздушные силы                                                                                                |
| Призывной возраст и порядок комплектования:                     | Вооружённые силы Шри-Ланки комплектуются исключительно на призывной основе, лицами мужского пола достигшими 18-ти лет. Служба по призыву составляет 5 лет. |
| Человеческие ресурсы, доступные для воинской службы:            | мужчины в возрасте 16-49: 5,342,147 женщины в возрасте 16-49: 5,466,409 (2010 оценочно)                                                                    |
| Человеческие ресурсы, пригодные для воинской службы:            | мужчины в возрасте 16-49: 4,177,432 женщины в возрасте 16-49: 4,574,833 (2010 оценочно)                                                                    |
| Человеческие ресурсы, ежегодно достигающие призывного возраста: | мужчины: 167,026 женщины: 162,587 (2010 оценочно) |
| Военные расходы — процент от ВВП:                               | 2.6 % (2006) 54 место в мире |

## Состав вооружённых сил

### Военно-воздушные силы

#### Боевой состав
По материалам журнала Air forces Monthly,
| Обозначение формирования или части             | Вооружение и оснащение                     | Место расположения    |
| ---------------------------------------------- | ------------------------------------------ | --------------------- |
| 1-е тренировочное лётное крыло                 | NAMC PT-6, Cessna 150L                     | Чайна-Бей             |
| 2-я транспортная эскадрилья                    | Ан-32Б, C-130K, Cessna 421C                | Ратмалана             |
| 4-я вертолётная эскадрилья                     | Bell 206A, Bell 206B, Bell 421, Bell 412EP | Катунаяке             |
| 5-я реактивная эскадрилья                      | Chengdu F-7BS, Chengdu F-7GS, GIAG FT-7    | Катунаяке             |
| 6-я вертолётная эскадрилья                     | Ми-17, Ми-17-1В, Ми-171                    | Анурадхапура          |
| 7-я вертолётная эскадрилья                     | Bell 206A, Bell 206B, Bell 212             | Хиндуракгода-Миннерия |
| 8-я транспортная эскадрилья                    | Beech B200 HISAR, HAMC Y-12 II             | Катунаяке             |
| 9-я штурмовая вертолётная эскадрилья           | Ми-24В, Ми-24П, Ми-35П                     | Хиндуракгода-Миннерия |
| 10-я истребительно-бомбардировочная эскадрилья | Kfir C2, Kfir C7, Kfir TC7                 | Катунаяке             |
| 111-я разведывательная эскадрилья              | IAI Searcher II                            | Вавуния               |
| 112-я разведывательная эскадрилья              | EMIT Blue Horizon-2                        | Вавуния               |
| 12-я эскадрилья                                | МиГ-27M, МиГ-23УБ                          | Катунаяке             |
| 14-я эскадрилья                                | HAIG K-8 Karakorum                         | Катунаяке             |
| Полк ВВС Шри-Ланки                             |                                            |                       |
| 2-я радарная эскадрилья ПВО                    |                                            |                       |
| 5-я радарная эскадрилья ПВО                    |                                            |                       |

#### Техника и вооружение
Данные о технике и вооружении ВВС Шри-Ланки взяты с официальной страницы ВВС, а также со страницы журнала Aviation Week & Space Technology.
| Тип                                                       | Производство    | Назначение                                   | Количество      | Примечания |                 |
| Боевые самолёты                                           | Боевые самолёты | Боевые самолёты                              | Боевые самолёты | Боевые самолёты                                                                                                  | Боевые самолёты |
| --------------------------------------------------------- | --------------- | -------------------------------------------- | --------------- | --- | --------------- |
| Chengdu F-7 Guizhou FT-7                                  | Китай           | истребитель учебный истребитель              | 9 1             | советский самолёт МиГ-21 по лицензии производился в КНР советский самолёт МиГ-21У по лицензии производился в КНР |                 |
| IAI C2                                                    | Израиль         | многоцелевой истребитель                     | 7               | |                 |
| IAI C7 IAI TC2                                            | Израиль         | многоцелевой истребитель учебный истребитель | 2 2             | |                 |
| МиГ-23УБ                                                  | СССР            | учебно-боевой                                | 1               | |                 |
| МиГ-27                                                    | СССР            | истребитель-бомбардировщик                   | 3               | |                 |
| Транспортные самолёты                                     |                 |                                              |                 | |                 |
| Ан-32Б                                                    | СССР            | транспортный самолёт                         | 7               | |                 |
| Harbin Y-12                                               | Китай           | общего назначения                            | 7               | |                 |
| Lockheed C-130K                                           | США             | транспортный самолёт                         | 2               | |                 |
| Патрульные самолёты                                       |                 |                                              |                 | |                 |
| Cessna 421C                                               | США             | патрульный самолёт                           | 1               | |                 |
| Raytheon 200T                                             | США             | патрульный самолёт                           | 2               | |                 |
| Учебные самолёты                                          |                 |                                              |                 | |                 |
| HAIG/PAC K-8                                              | Китай Пакистан  | учебно-боевой                                | 5               | |                 |
| Nan Chang CJ-6                                            | Китай           | учебно-тренировочный                         | 14              | |                 |
| Shenyang FT-5                                             | Китай           | учебный истребитель                          | 5               | советский самолёт МиГ-17 по лицензии производился в КНР                                                          |                 |
| Вертолёты                                                 |                 |                                              |                 | |                 |
| Bell Helicopter Textron 206A Bell Helicopter Textron 206B | США             | многоцелевой вертолёт многоцелевой вертолёт  | 3 2             | |                 |
| Bell Helicopter Textron 212                               | США             | многоцелевой вертолёт                        | 13              | |                 |
| Bell Helicopter Textron 412                               | США             | многоцелевой вертолёт                        | 6               | |                 |
| Ми-17                                                     | СССР            | многоцелевой вертолёт                        | 7               | |                 |
| Ми-24                                                     | СССР            | транспортно-боевой вертолёт                  | 10              | |                 |